# Аушвіц II Біркенау

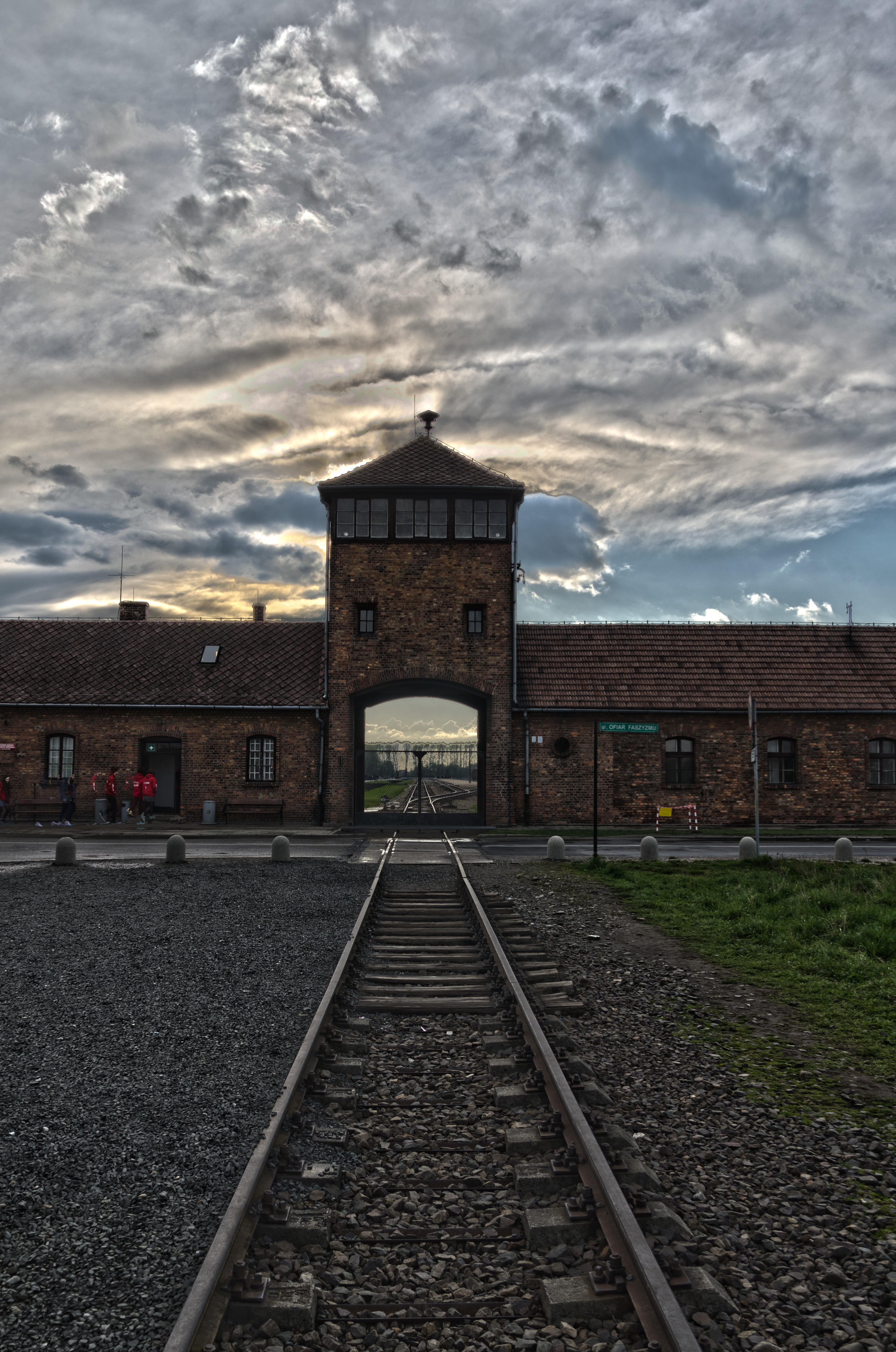
Головні ворота табору Біркенау (Аушвіц 2), 2014 рік

Концентраційний табір і табір смерті Аушвіц: нім. Konzentrationslager Auschwitz, пол. Obóz Koncentracyjny Auschwitz; Концентраційний табір і табір смерті Біркенау: нім. Konzentrationslager Birkenau, пол. Obóz Koncentracyjny Birkenau, Концентраційний табір і табір смерті Аушвіц-Біркенау: нім. Konzentrationslager Auschwitz-Birkenau, пол. Obóz Koncentracyjny Auschwitz-Birkenau) — німецький концентраційний табір смерті, що розташовувався в 1942—1945 роках на захід від Генерал-губернаторства, біля міста Освенцим. Частина комплексу Аушвіц.
Аушвіц 2 (також відомий як Біркенау, або Березинка) — це те, що зазвичай мають на увазі, говорячи власне про Аушвіц. Перебував на території села Біркенау (пол. Brzezinka, Березинка). У ньому, в одноповерхових дерев'яних бараках, утримувалися сотні тисяч євреїв, тисячі поляків, росіян, ромів та в'язнів інших національностей. Число жертв цього табору склало більше мільйона осіб. Будівництво цієї частини табору почалося в жовтні 1941 року. Всього було чотири будівельні ділянки. У 1942 році започаткували ділянку I (там містилися чоловічий і жіночий табори); у 1943-44 роках ділянку II (ромський табір, чоловічий карантинний, чоловічий, чоловічий лікарняний, єврейський сімейний табір, складські приміщення та табір для угорських євреїв). У 1944 році почали забудову III ділянки; в незакінчених бараках в червні і липні 1944 року жили єврейки, прізвища яких не були занесені до реєстраційних табірних книг. IV ділянку так і не забудували.

## Визволення Аушвіцу від нацистів
18 січня 1945 була визволена Варшава, а 27 січня радянські війська увійшли в Аушвіц. Першими браму головного табору відчинили солдати 100-ї Львівської стрілецької дивізії з батальйону полтавця єврейського походження Анатолія Шапіро.
У 1996 році уряд Німеччини оголосив 27 січня, день визволення Аушвіца, офіційним днем пам'яті жертв Голокосту. Резолюцією ООН 60/7 від 1 листопада 2005 року день 27 січня був оголошений всесвітнім днем пам'яті жертв Голокосту.